# Paraneuretus
Paraneuretus Wheeler, W.M., 1915 è un genere estinto di formiche della sottofamiglia Aneuretinae.

## Distribuzione
Il genere è stato descritto da ambra baltica dell'Eocene.

## Tassonomia
Il genere è composto da 2 specie fossili:
- Paraneuretus longicornis Wheeler, W.M., 1915 †
- Paraneuretus tornquisti Wheeler, W.M., 1915 †